# Henry Orenstein
Henry Orenstein (ur. 13 września 1923 r. w Hrubieszowie jako Henryk Orenstein, zm. 14 grudnia 2021 w Livingston) – amerykański pokerzysta, przedsiębiorca i filantrop, z pochodzenia polski Żyd.
Był czwartym z pięciorga dzieci Lejba i Goldy Orensteinów. Miał trzech braci: Freda (zwanego Niuniek, ur. w 1909 r.), Feliksa (ur. w 1910 r.) i Szlomo (Sam, Szlojme, ur. w 1911 r.) oraz siostrę Hankę (ur. w 1926 r.). Po wybuchu II wojny światowej w 1939 uciekł do Ołyki na Wołyniu z ojcem i braćmi, lecz po 2 latach wrócił do Hrubieszowa, gdzie zostały jego matka i siostra. W późniejszym czasie jego rodzice zostali zamordowani przez Niemców, a on sam trafił razem z rodzeństwem do pięciu obozów koncentracyjnych: kolejno Budzyń, Majdanek, Płaszów, Ravensbrück, Sachsenhausen. Z jego rodziny obozy przeżyli tylko on, Fred i Sam. Na przeżycie obozów wpłynęło zgłoszenie się braci do personelu obozu w Budzyniu jako naukowców, pomimo braku wykształcenia. 
Po wojnie wyemigrował z braćmi do USA, zamieszkał na Manhattanie. Początkowo pracował w firmie Libby produkującej zabawki, potem założył korporację Topper Toys, której został prezesem. Produkowała zabawki, m.in. samochodziki „Johnny Lightning”, lalki „Dawn Doll”, roboty „Optimus Prime” z serii Transformers. 
Był jednym z najstarszych pokerzystów na świecie. W 1996 roku, w wieku 71 lat, wygrał turniej z cyklu World Series of Poker (nagroda 130 000$), a w 2005 roku, w wieku 82 lat, zajął siódme miejsce w Pokerowych Mistrzostwach USA. W całej karierze wygrał ok. 210 000$. W 2008 został przyjęty do „Poker Hall of Fame”.
Wynalazł „hole camera” – technikę pozwalającą pokazywać w telewizyjnych transmisjach niewidoczne dla zawodników karty. Sprawiła ona, że poker stał się sportem medialnym. Orenstein był także producentem jednego z programów transmitujących grę w pokera – „High Stakes Poker”. Pod koniec życia mieszkał w mieście Verona w stanie New Jersey.
Był też autorem dwóch książek, I Shall Live: Surviving Against All Odds 1939-1945 (1987) i Abram. The Live of an Israeli Patriot poświęconej Abrahamowi Silbersteinowi, innemu Żydowi z Hrubieszowa. Prowadził działalność charytatywną wraz z drugą żoną, Susie, wspierającą organizacje żydowskie w USA i Izraelu, dofinansował też budowę pomnika „Ściany Pamięci” na cmentarzu żydowskim w Hrubieszowie.
Zmarł 14 grudnia 2021 w Livingston w stanie New Jersey z powodu COVID-19.